# Kościół św. Bernardyna w Krakowie
Kościół św. Bernardyna ze Sieny – zabytkowy rzymskokatolicki kościół rektoralny i konwentualny bernardynów, znajdujący się w Krakowie, w dzielnicy I Stare Miasto przy ul. Bernardyńskiej 2, na Stradomiu.

## Historia
Powstanie klasztoru wiąże się z pobytem w Krakowie św. Jana Kapistrana, kaznodziei, który przybył w 1453 roku na zaproszenie króla Kazimierza Jagiellończyka i biskupa krakowskiego kardynała Zbigniewa Oleśnickiego. Jan Kapistran reprezentował zakon obserwantów reguły św. Franciszka z Asyżu. W Polsce zreformowaną gałąź zakonu braci mniejszych zwano bernardynami.
Kardynał Zbigniew Oleśnicki od swojego brata Jana wojewody sandomierskiego pozyskał posiadłość na Stradomiu i ofiarował zakonnikom. Po śmierci Oleśnickiego budową nowego kościoła kierował Jan Długosz, fundatorem zaś był Jan Hińcza z Rogowa kasztelan sandomierski.
W latach 1645–1647 przebudowano całkowicie gotycki korpus kościoła. Podczas potopu szwedzkiego został on doszczętnie zrujnowany.
Obecna wczesnobarokowa świątynia została wzniesiona w latach 1659–1680. Jest to budowla trójnawowa, bazylikowa z transeptem i kopułą pogrążoną w dachu kościelnym, o czym zapewne zdecydowały względy strategiczne. Ewentualny ostrzał prowadzony z dział wzgórza wawelskiego mógłby naruszyć i zrujnować konstrukcję kopuły kościelnej, gdyby ta znacząco wyróżniała się ponad dachem świątyni. Nową budowlę wzniesiono według projektu architekta Krzysztofa Mieroszewskiego.
Z zabudowaniami bernardyńskimi sąsiadował niegdyś cmentarz kościelny obwiedziony murem, na którego teren wiodła brama od strony ul. Stradomskiej. Była to budowla barokowa o trzech portalach, z których środkowy był wyższy i ozdobniejszy od pozostałych. Bramę wieńczyło siedem posągów świętych z figurą Matki Boskiej Niepokalanego Poczęcia pośrodku. Obiekt powstał w roku 1767. Na początku XIX w. w rejonie kościoła Bernardynów rozpoczęto prace wyburzeniowe. Zburzono jeden korytarz klasztorny, kuchnię, sartorię (zakład krawiecki), westiarnię (pomieszczenie na odzież i bieliznę) oraz zabudowania gospodarcze na wielkim podworcu. W tym też czasie likwidacji uległ stary cmentarz z częścią ogrodzenia. Po roku 1830 przestała istnieć także brama oraz bezpośrednio do niej przylegające fragmenty muru. Jedyną pamiątką po zburzonej budowli jest obecnie figura Matki Bożej, która stoi na kolumnie pośrodku placyku – dawnego cmentarza – w narożniku ulic Stradomskiej i Bernardyńskiej, u podnóża Wawelu.
W 1883 roku majster murarski Alfred Zajączkowski prowadził prace związane z rozbudową budynku klasztornego. W 1907 roku według projektu Jana Sas-Zubrzyckiego rozbudowano refektarz, bibliotekę, furtę oraz bramę wjazdową do klasztoru od strony ulicy Bernadyńskiej.

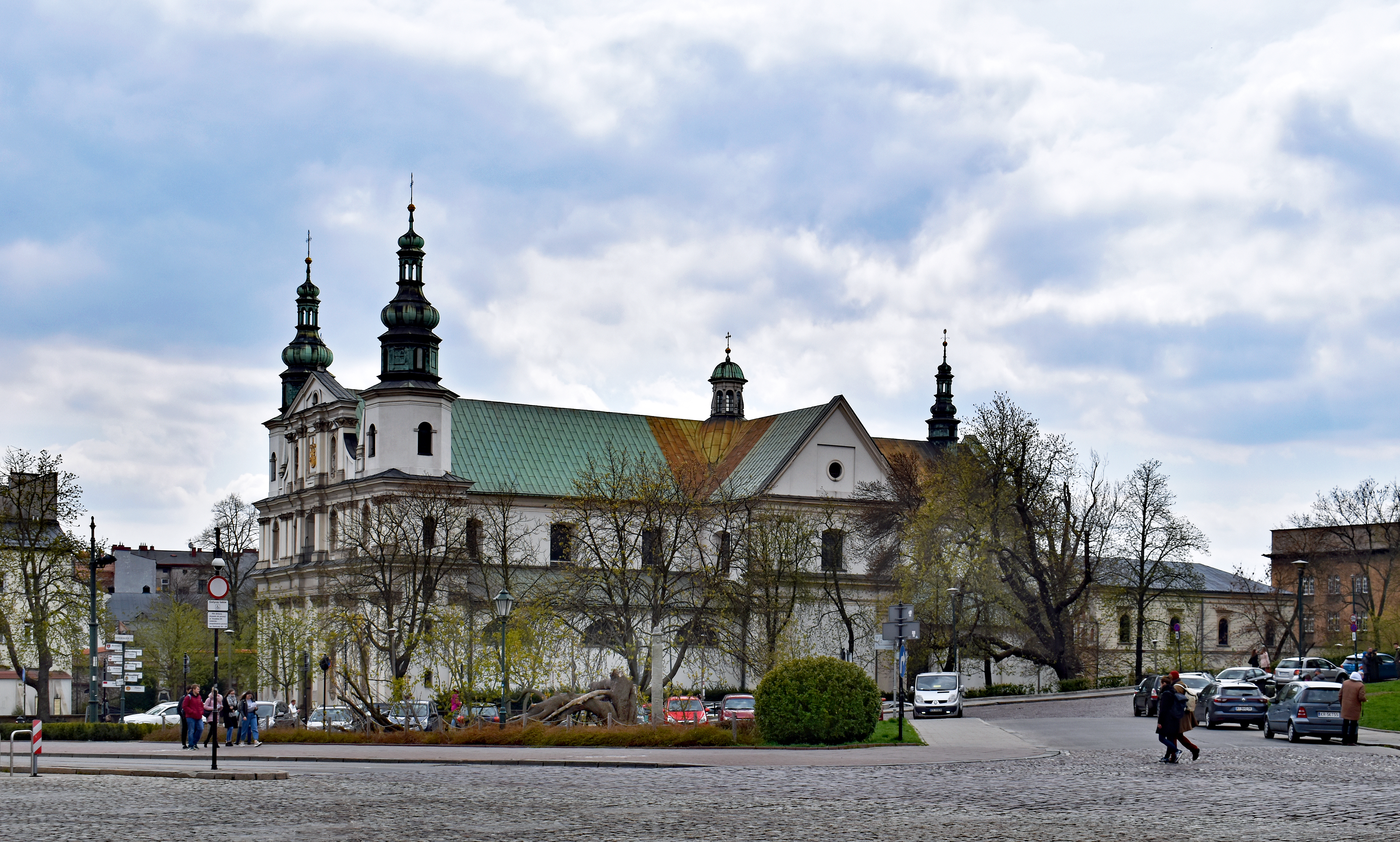
Kościół i klasztor bernardynów widziane z północy, z ul. Grodzkiej
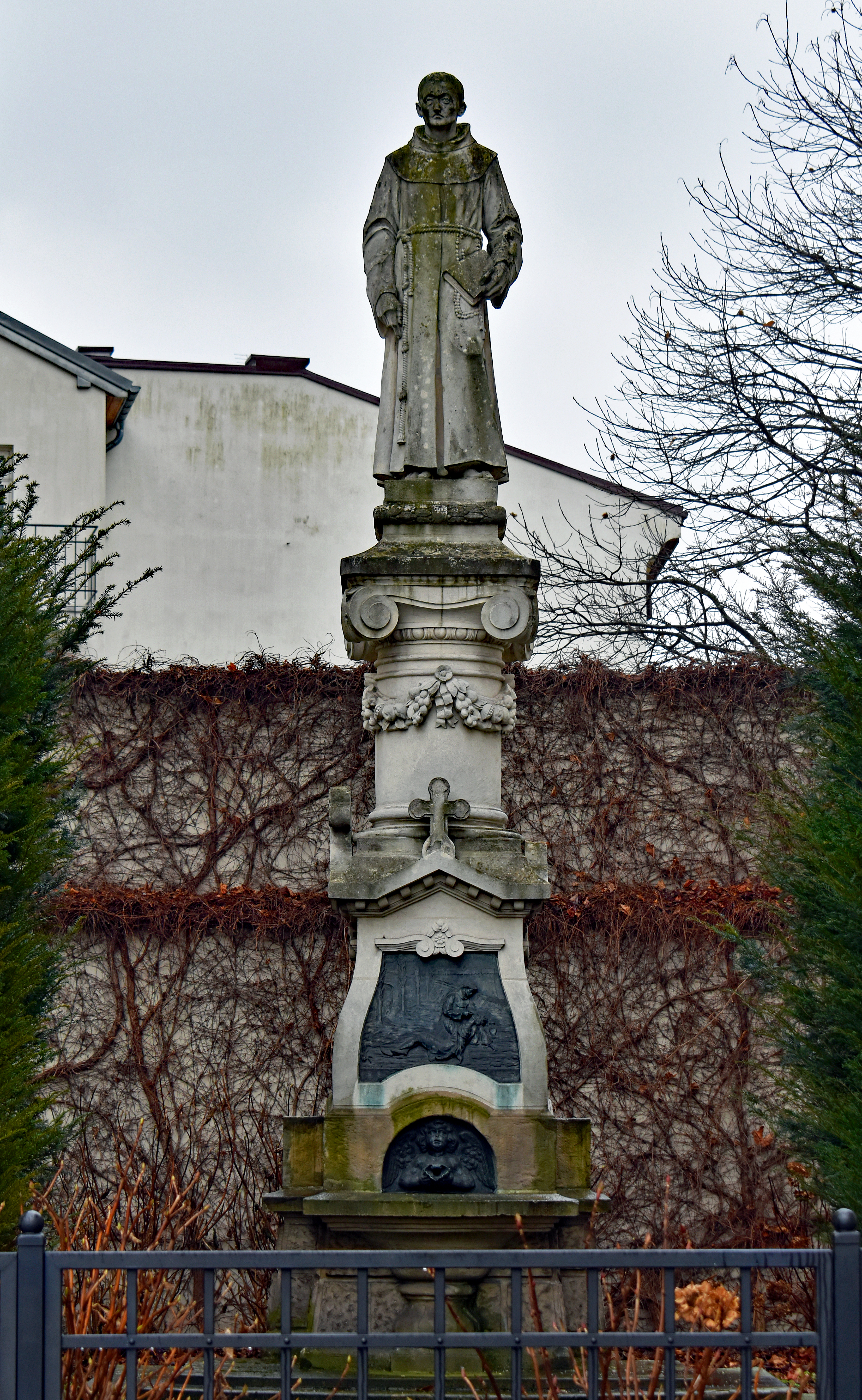
Pomnik św. Szymona przed kościołem (1907), autor Jan Sas-Zubrzycki
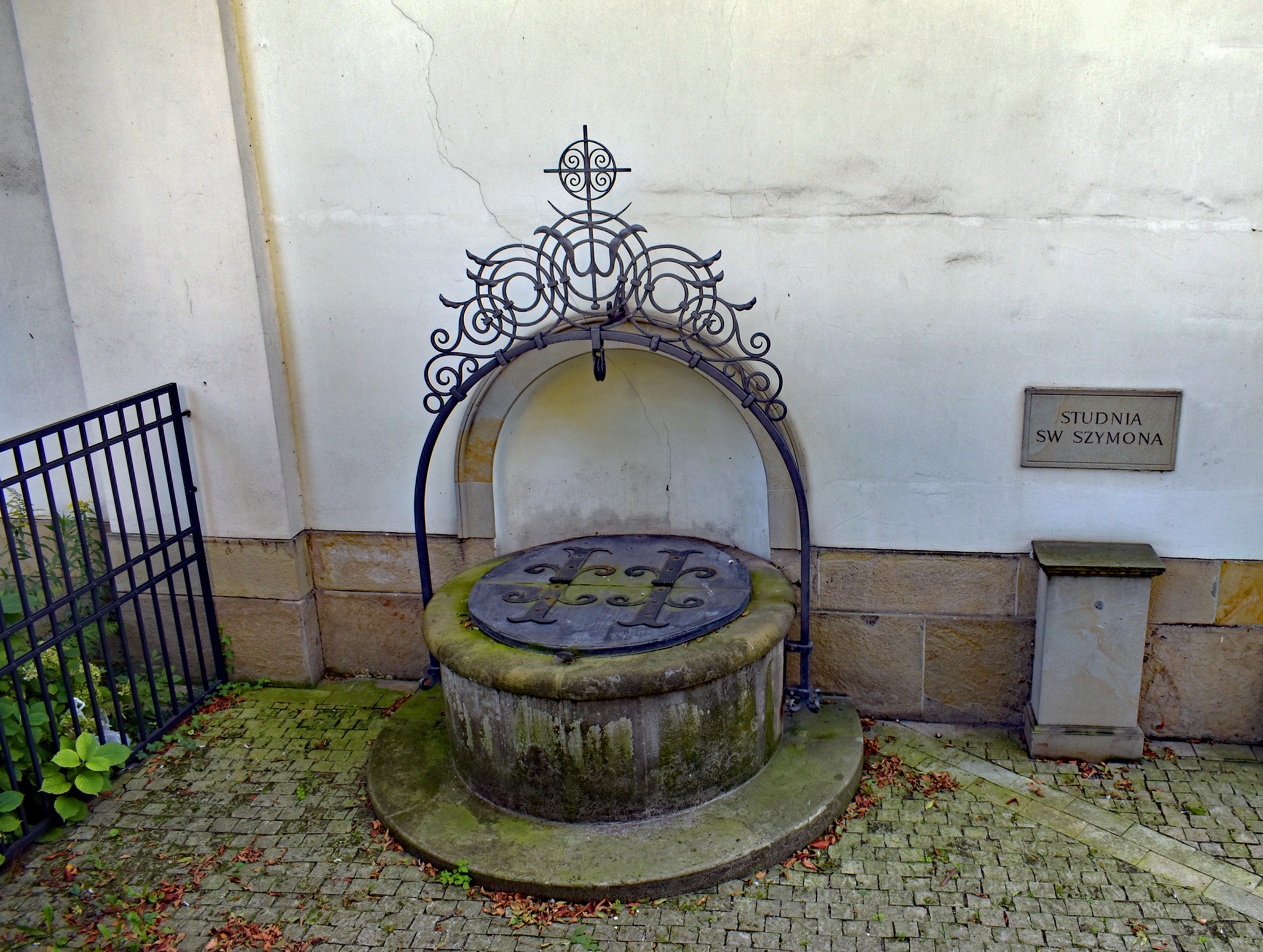
Studnia św. Szymona, obok klasztornej furty
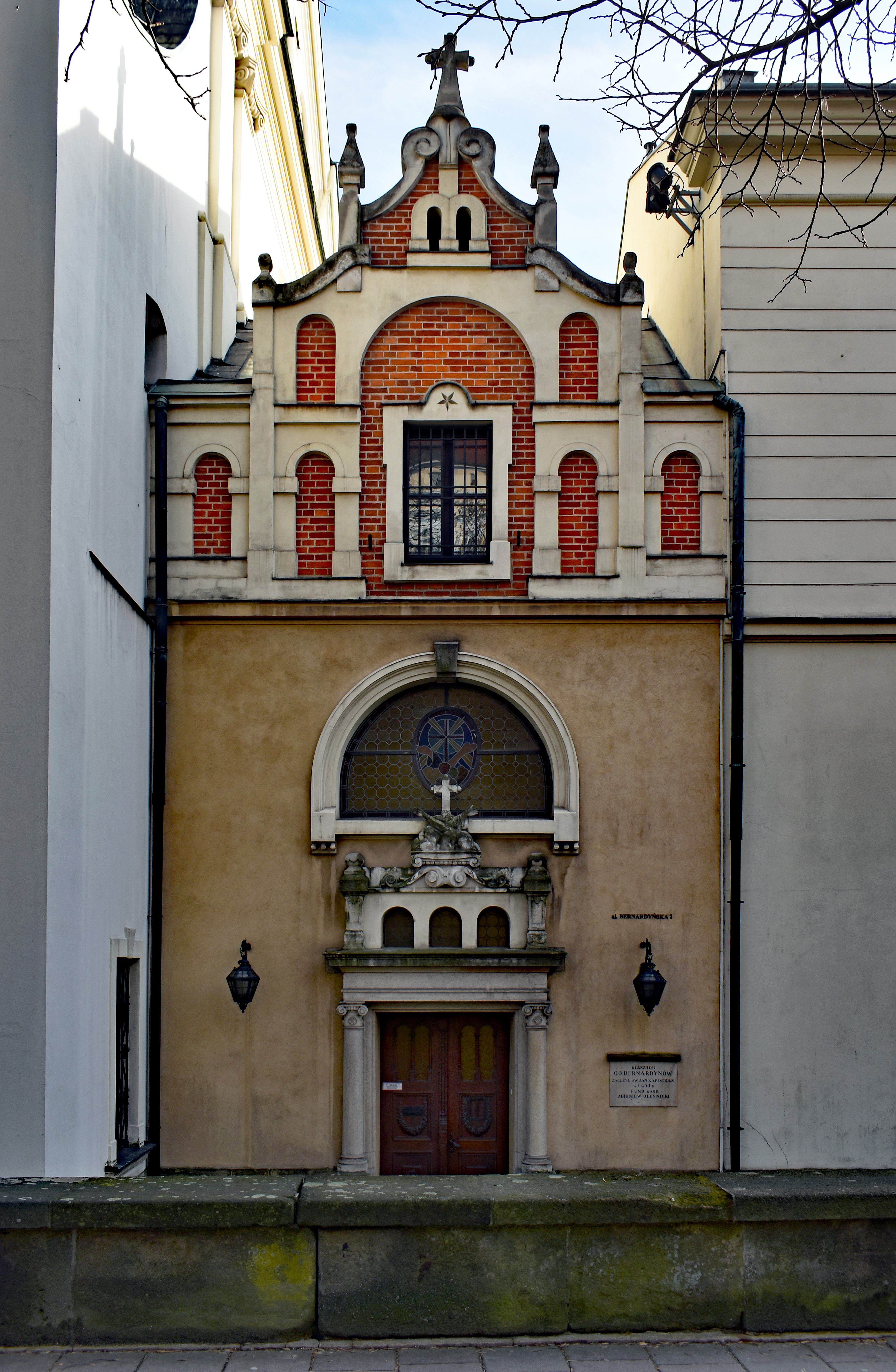
Furta klasztoru projekt Jan Sas-Zubrzycki (1907)

## Architektura
Świątynia to trójnawowa bazylika z transeptem. Prezbiterium trochę węższe od nawy głównej, płasko zamknięte. Fasada dwuwieżowa, kopuła przykryta zadaszeniem. 
W kruchcie kościelnej znajdują się późnorenesansowe nagrobki Stanisława i Zofii Ługowskich. Sklepienie nawy głównej i prezbiterium pokrywa ciekawa dekoracja stiukowa.
Do prezbiterium przylegają dwie kaplice:
- Kaplica św. Anny

Boczna kaplica lewego ramienia transeptu. Mieści się w niej późnobarokowy ołtarz z II połowy XVIII wieku z rzeźbą św. Anny Samotrzeciej z końca XV wieku, pochodzącą prawdopodobnie z warsztatu Wita Stwosza. Na ścianie kaplicy wisi barokowy obraz Taniec śmierci (4 ćwierć XVII wieku).

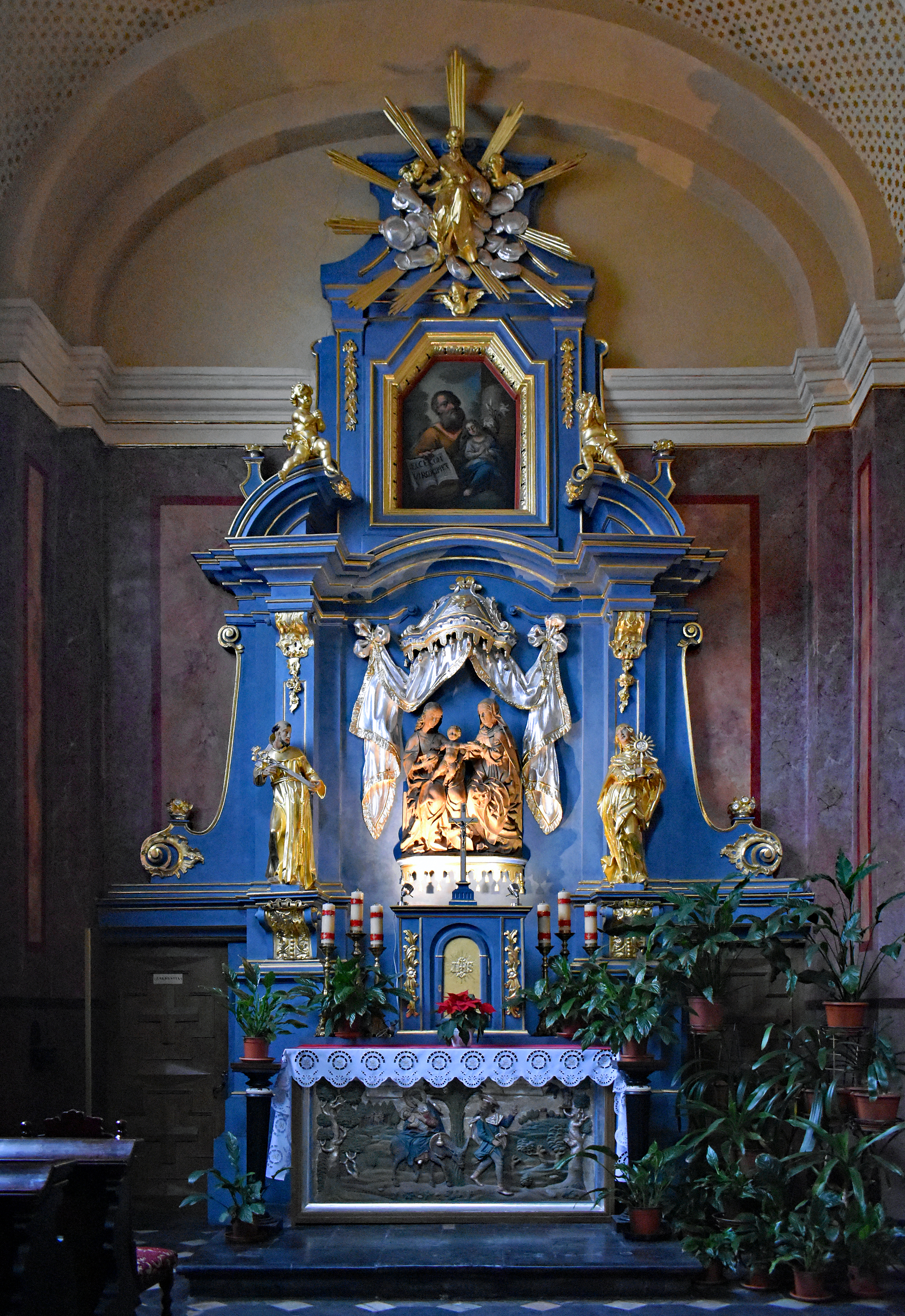
Ołtarz w kaplicy św. Anny
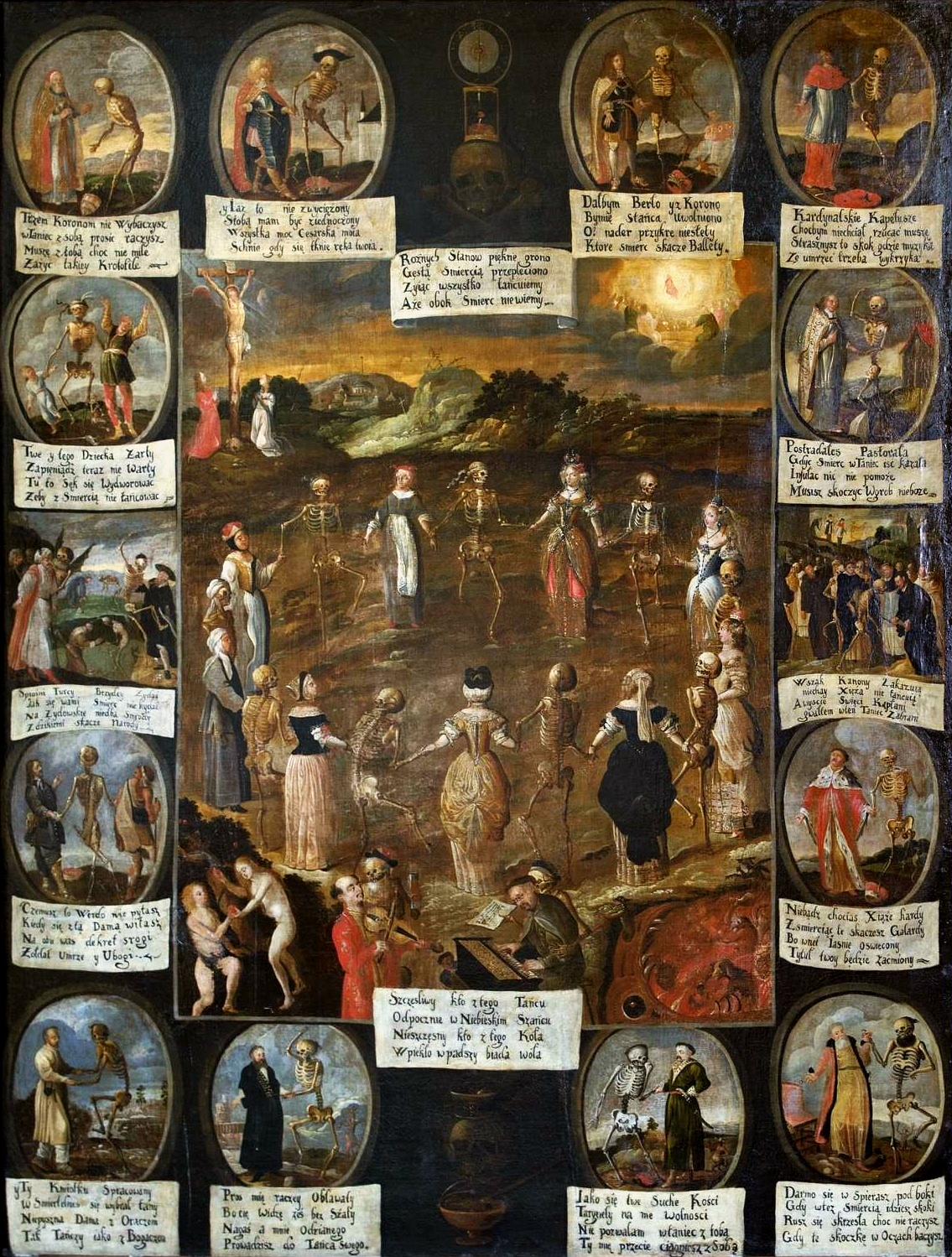
Taniec śmierci

- Kaplica św. Szymona z Lipnicy

Boczna kaplica prawego ramienia transeptu. Znajduje się tu ołtarz-mauzoleum wykonany w 1662 roku. W mensie ołtarzowej znajduje się konfesja świętego Szymona z posągiem. Okno kaplicy zdobi witraż ze scenami z życia Szymona, projektu Józefa Mehoffera a wykonany przez krakowską pracownię witraży „Bracia Paczka”.

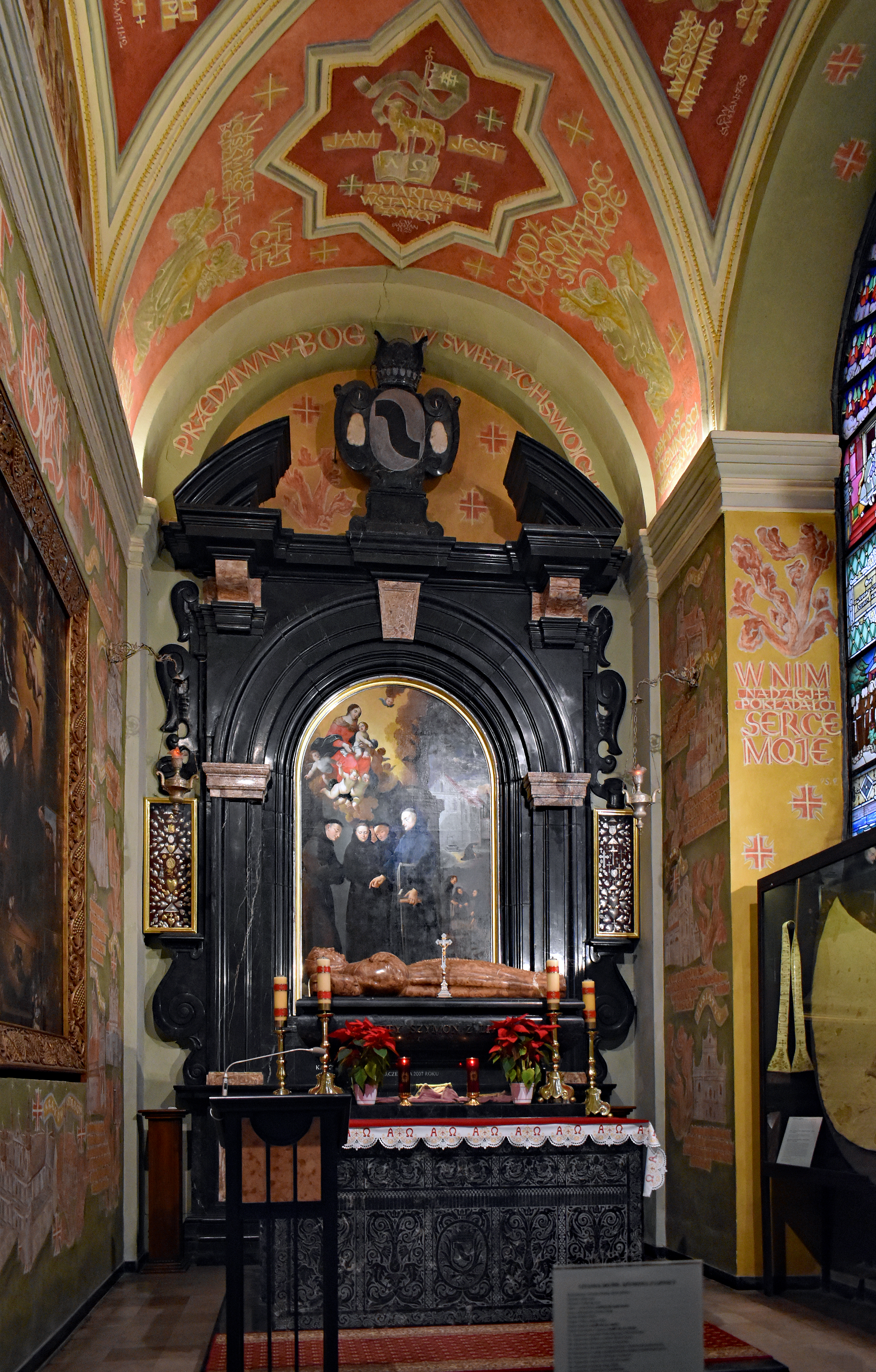
Kaplica św. Szymona
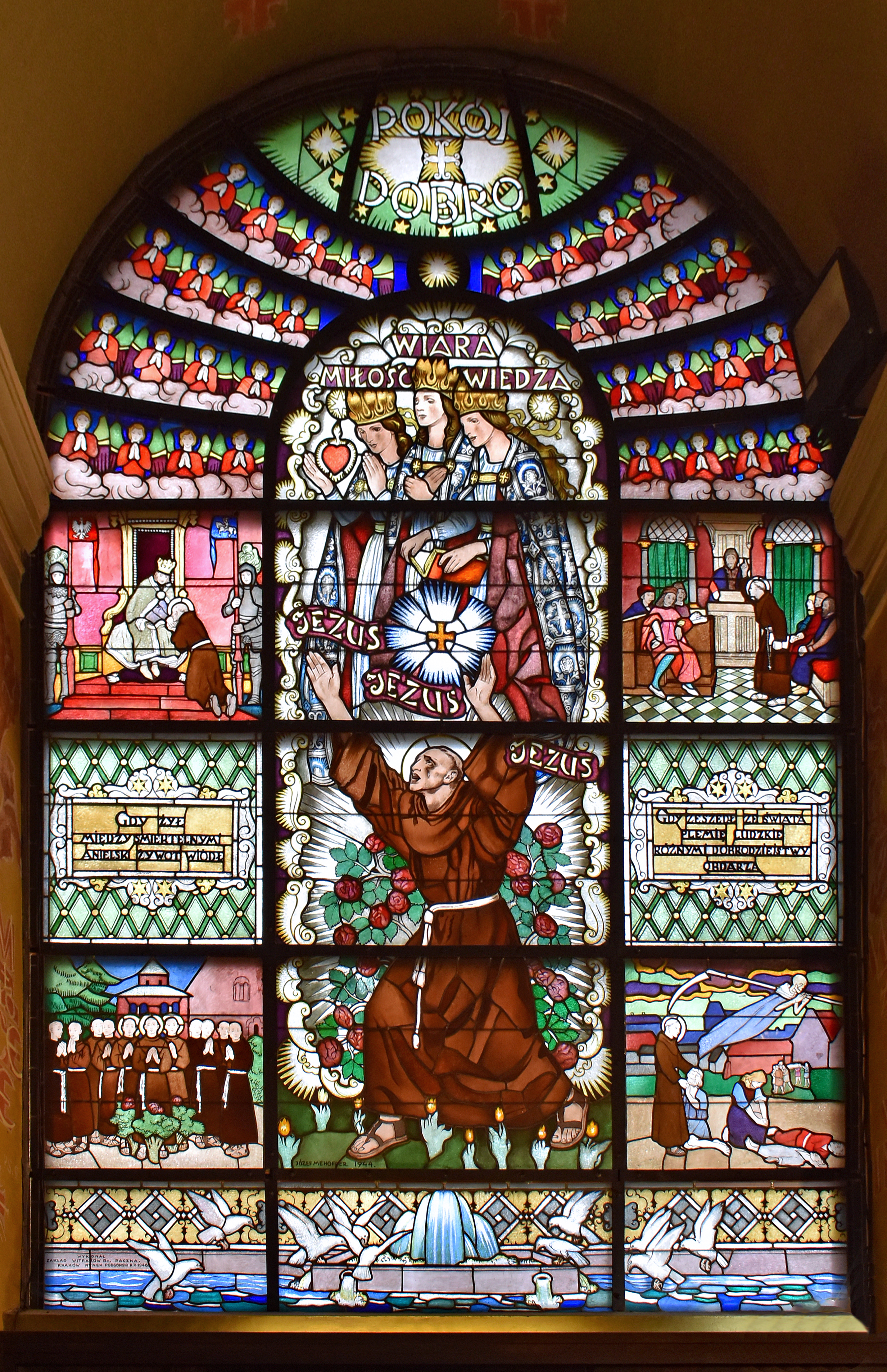
Witraż projektu Józefa Mehoffera

Ponadto, w głębi kościoła, nieopodal zakrystii znajduje się mała kaplica Matki Bożej Sokalskiej, mieszcząca kopię obrazu, który przebywał w tym miejscu w latach 1951–2001, po jego ewakuacji z terenów zagarniętych przez Związek Radziecki.
Ołtarz główny i łączące się z nim kompozycyjnie cztery ołtarze boczne stanowiące przykład późnobarokowej snycerki zostały wykonane w latach 1758–1766. Obrazy zdobiące ołtarze są dziełem Franciszka Lekszyckiego – zakonnika z tutejszego klasztoru bernardynów, który malując swoje kompozycje wzorował się na rycinach, szkicach i obrazach Rubensa i van Dycka.
W okresie wielkanocnym w Grobie Pańskim tłem dla monstrancji z hostią jest Golgota – obraz pędzla Tadeusza Popiela, namalowany w 1911 roku i przywieziony do Krakowa po II wojnie światowej z kościoła lwowskich bernardynów.

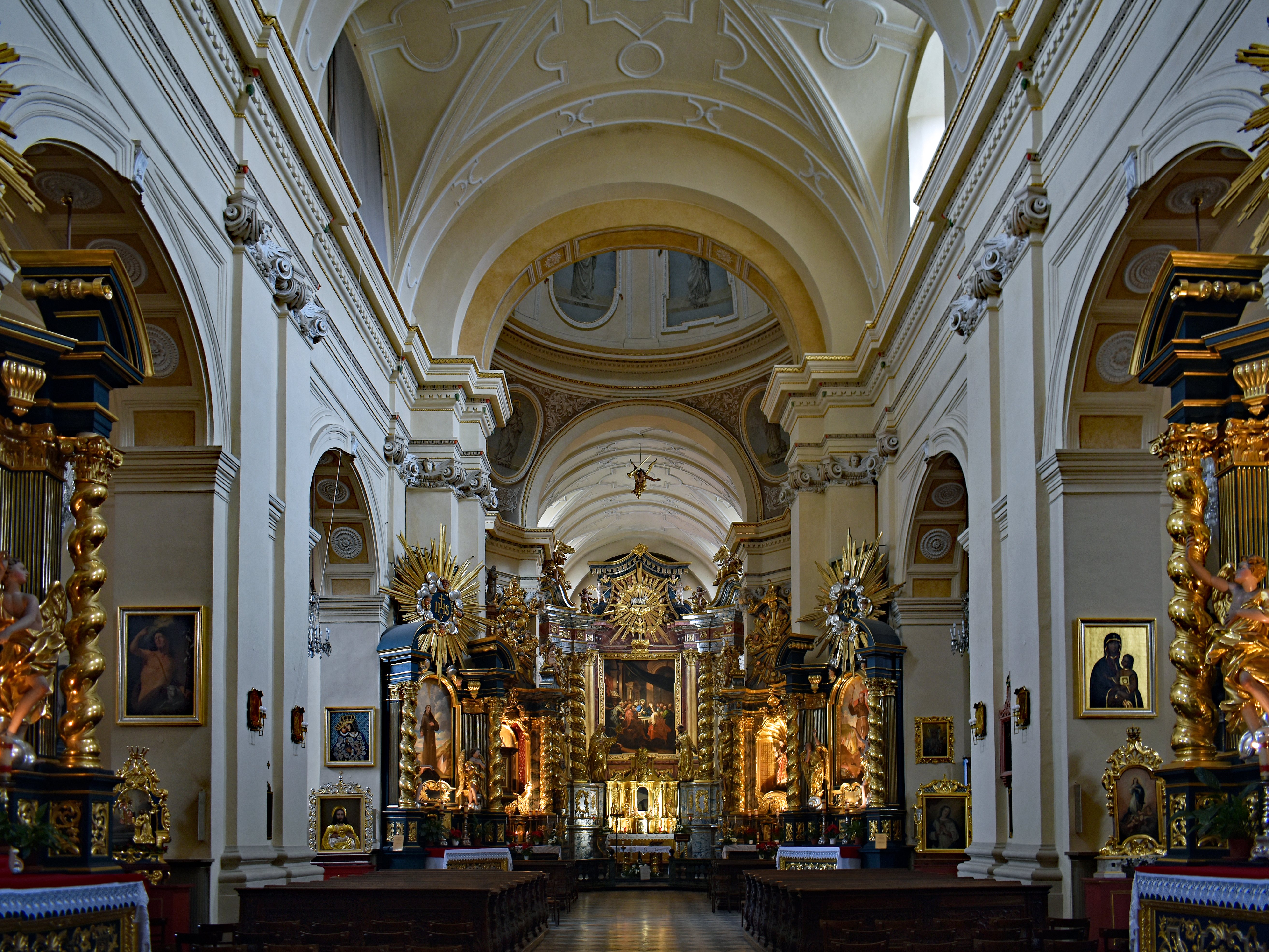
Nawa główna
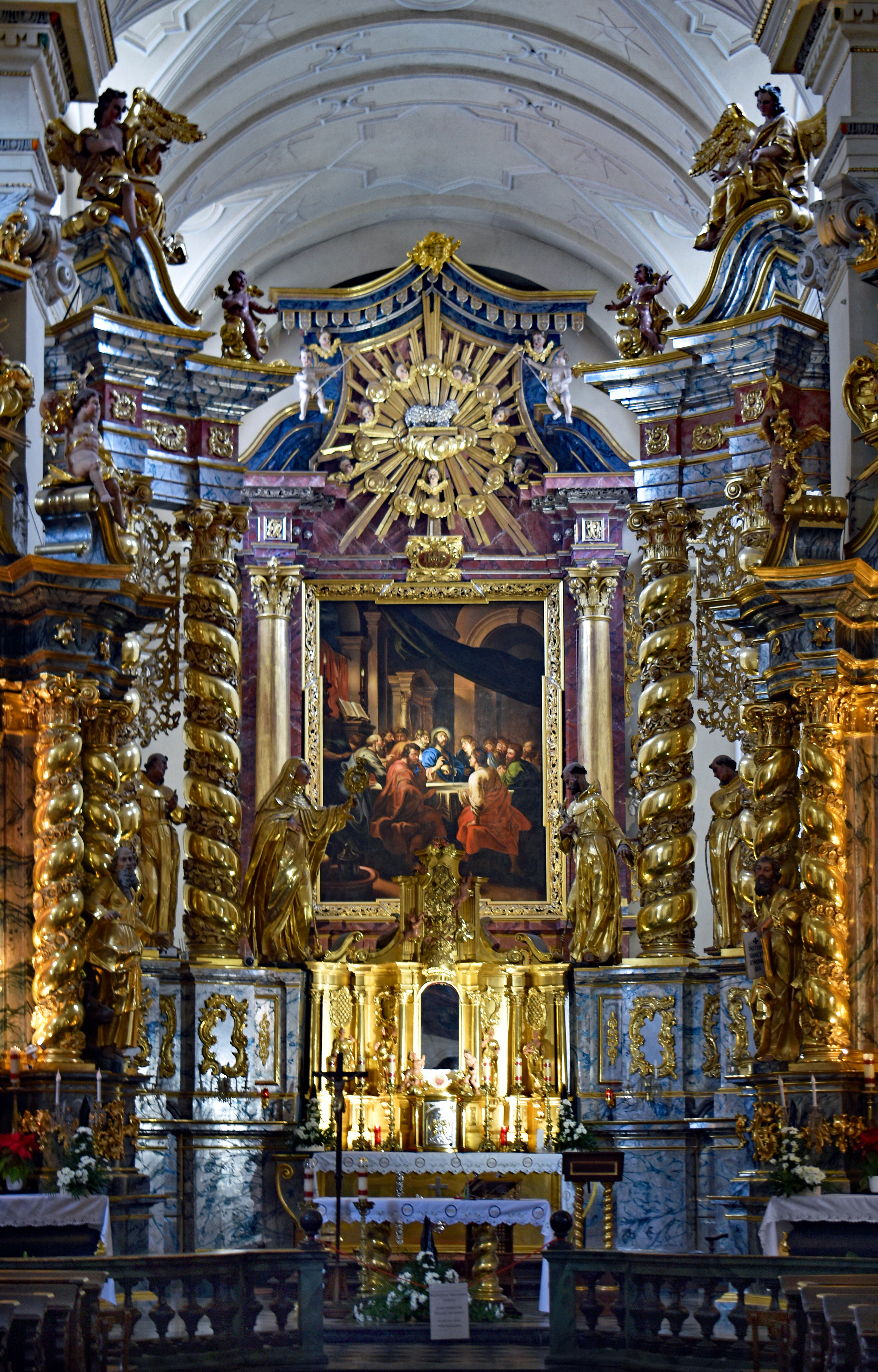
Ołtarz główny
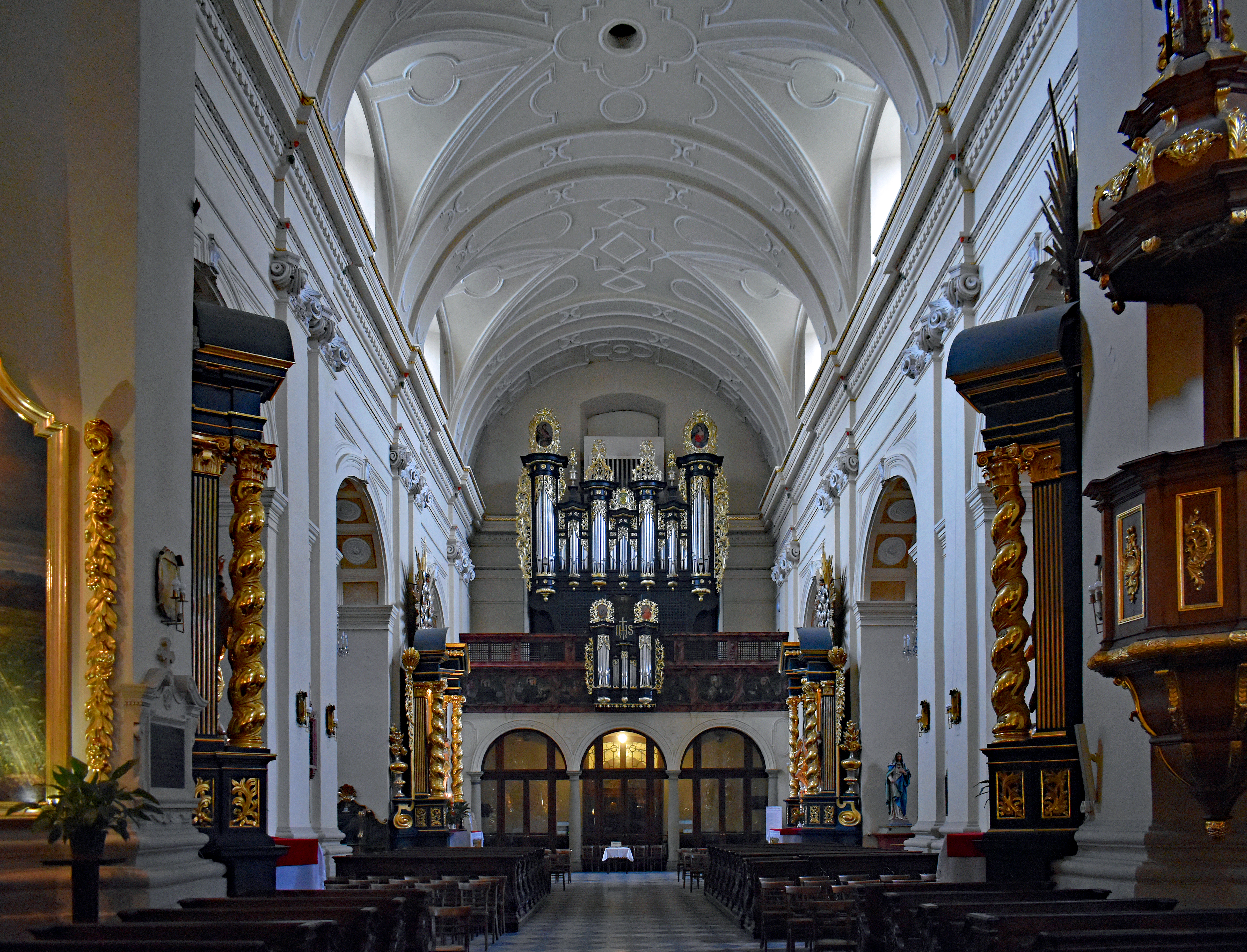
Chór i organy
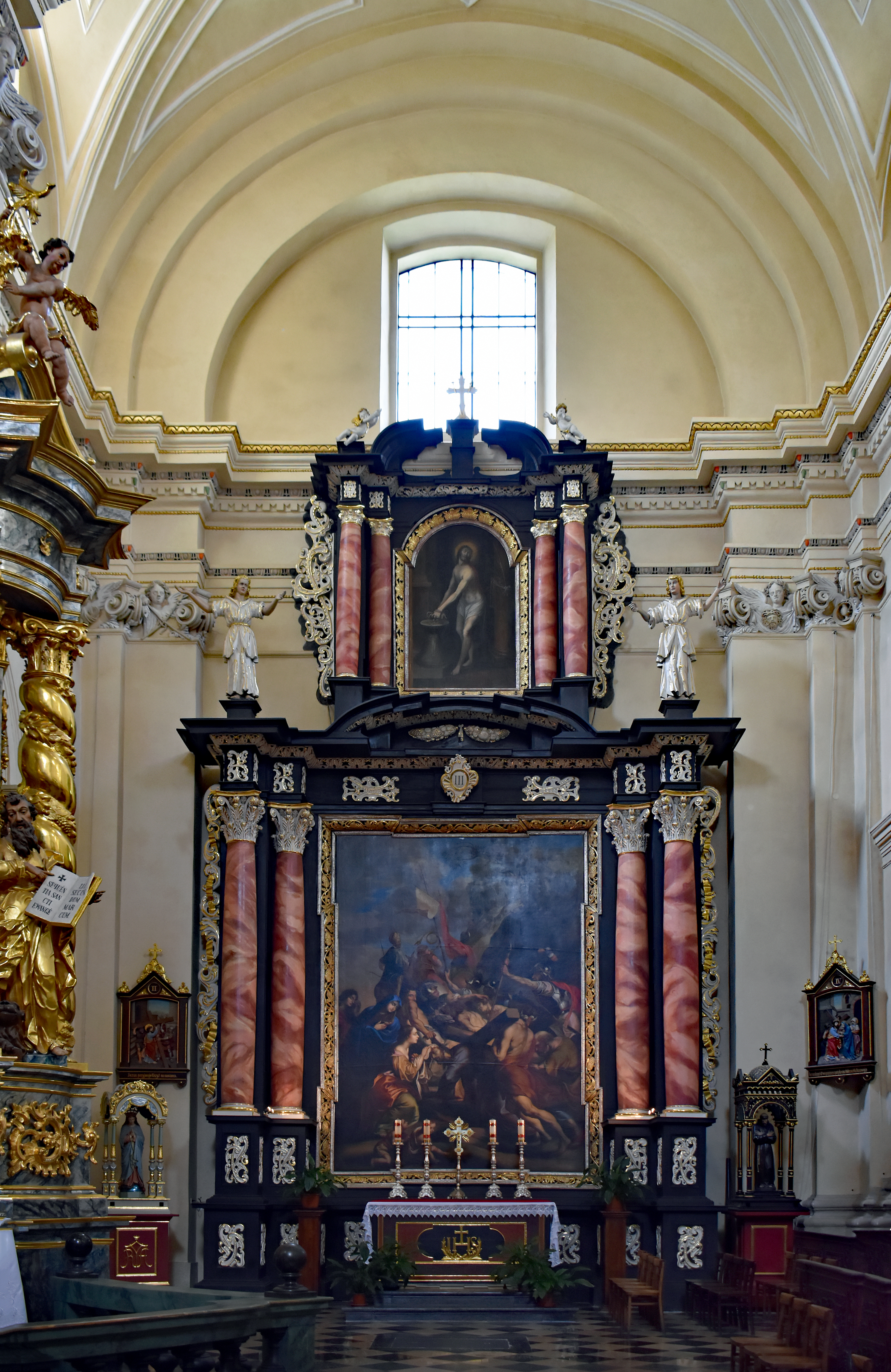
Prawe ramię transeptu i ołtarz z obrazem Franciszka Lekszyckiego „Pierwszy upadek pod Krzyżem”
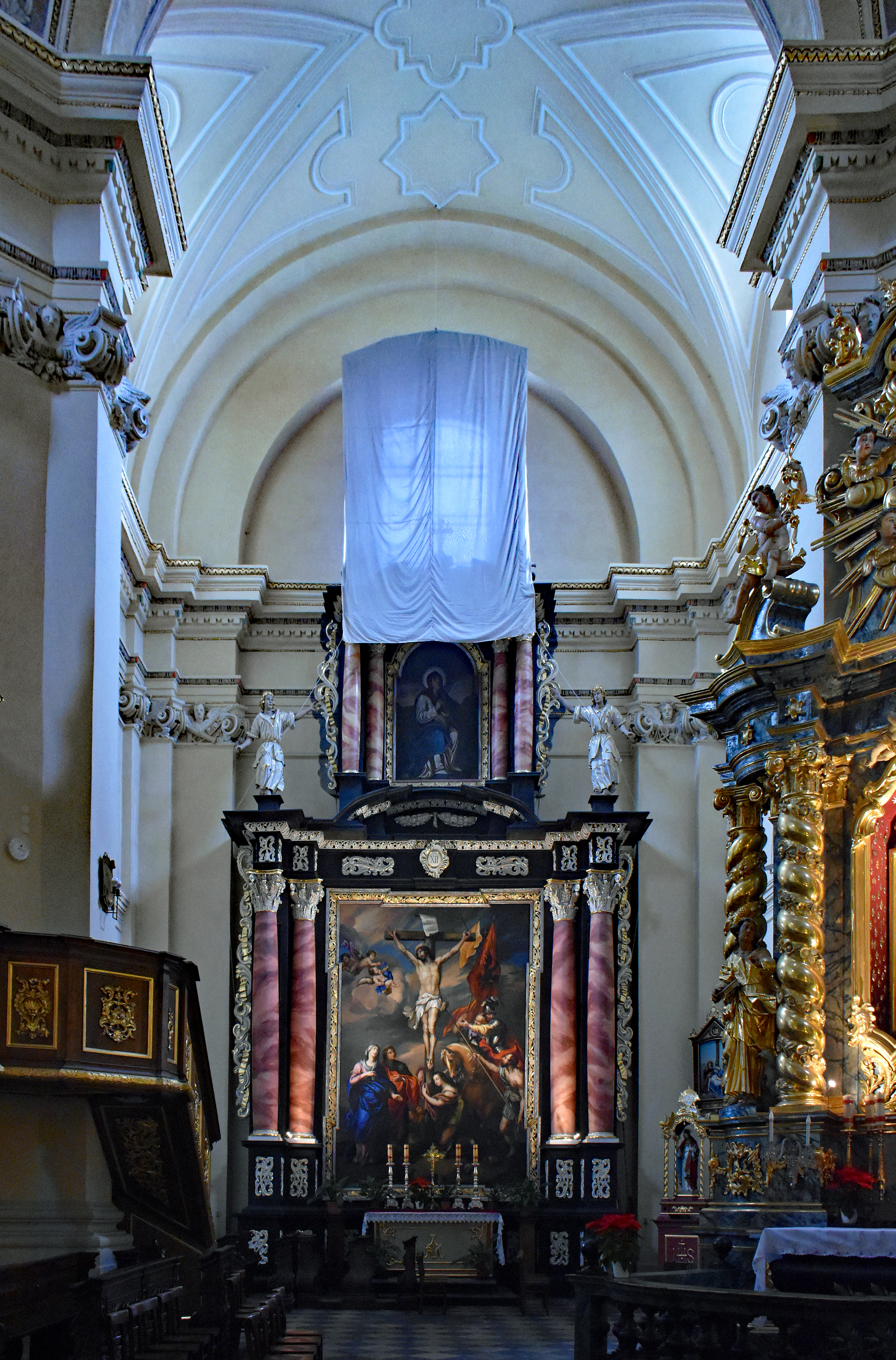
Lewe ramię transeptu i ołtarz z obrazem Lekszyckiego "Ukrzyżowanie"